# Potencia Isotrópica Radiada Equivalente
En sistemas de  Radiocomunicación, la Potencia Isotrópica Radiada Equivalente (PIRE) es la cantidad de potencia que emitiría una antena isotrópica teórica, es decir, aquella que distribuye la potencia exactamente igual en todas direcciones, para producir la densidad de potencia observada en la dirección de máxima ganancia de una antena.  La PIRE tiene en cuenta las pérdidas de la línea de transmisión y en los conectores e incluye la ganancia de la antena. La PIRE se expresa habitualmente en decibelios respecto a una potencia de referencia emitida por una potencia de señal equivalente. La PIRE permite comparar emisores diferentes independientemente de su tipo, tamaño o forma. Conociendo la PIRE y la ganancia de la antena real es posible calcular la potencia real y los valores del campo electromagnético.
{\displaystyle PIRE=P_{T}-L_{c}+G_{a}}
donde {\displaystyle \scriptstyle PIRE} y {\displaystyle \scriptstyle P_{T}} (potencia del transmisor) son dBm, las pérdidas del cable ({\displaystyle \scriptstyle L_{c}}) están en dB, y la ganancia de la antena ({\displaystyle \scriptstyle G_{a}}) se expresa en dBi, relativos a la antena de referencia isotrópica. 
El siguiente ejemplo utiliza dBm, aunque también es correcto utilizar dBW. Los Decibelios son una forma muy práctica de expresar la relación entre dos cantidades. dBm utiliza una referencia de 1 mW y dBW 1 W. 
{\displaystyle {\text{dBm}}=10\log \left({\frac {\text{potencia}}{1\,\mathrm {mW} }}\right)}
y
{\displaystyle {\text{dBW}}=10\log \left({\frac {\text{potencia}}{1\,\mathrm {W} }}\right)}
Una transmisión de 50 W es lo mismo que 17 dBW o 47 dBm.
{\displaystyle 16.9897\,\mathrm {dBW} =10\log \left({\frac {50\,\mathrm {W} }{1\,\mathrm {W} }}\right)}
La PIRE se utiliza para estimar el área en el que la antena puede dar servicio y coordinar la radicación entre transmisores para que no se solapen las coberturas.